# Lili Paredes
Lili Paredes Taveras (Santo Domingo, 31 de enero de 1982) es una empresaria y comunicadora dominicana radicada en Estados Unidos. En 2023 fue incluida en la lista de las «50 Mujeres Poderosas de República Dominicana» en la categoría de entretenimiento, publicada por la revista Forbes. Como cofundadora y directora de la compañía Latin Plug, el mismo año apareció en el ranking de las «30 Promesas de Negocios», elaborado por la mencionada revista. Es fundadora de la organización sin ánimo de lucro Inspire Latina y miembro profesional de The Recording Academy desde 2023.

## Biografía

### Inicios
Nacida en Santo Domingo en 1982, Paredes se inscribió en la Universidad Autónoma de Santo Domingo con el objetivo de iniciar una carrera en medicina. A los veinte años se convirtió en presidenta del Movimiento de la Juventud del Partido Reformista Social Cristiano que apoyó la candidatura a diputado de Manuel Alsina.

### Latin Plug
Tiempo después se radicó en los Estados Unidos, donde tuvo la oportunidad de formarse profesionalmente en ventas, mercado y relaciones humanas. A mediados de la década de 2010 trabajó como locutora en una emisora de Nueva York, y en 2018 dirigió y produjo el concurso de belleza Miss Quisqueya International. Ese mismo año se vinculó profesionalmente como directora de la distribuidora digital y plataforma publicitaria Latin Plug. En 2019 coprodujo The Latin Plug Conference, un evento anual organizado por la compañía en el que se reúnen diferentes personalidades del entretenimiento para compartir sus experiencias.
En 2021 se convirtió en la nueva directora de Latin Plug para la República Dominicana, y coprodujo la primera edición de los Premios Latin Plug, celebrados de forma virtual por la contingencia de la pandemia de COVID-19. Un año después participó en la segunda edición de los premios, celebrados el 9 de noviembre en el United Palace de Nueva York.

### Otros proyectos
En 2023 se convirtió en miembro profesional de The Recording Academy, e integró el grupo de Embajadores de Esperanza Internacional de Teletón USA, junto con Nahiony Reyes y Vladimir Jáquez. Ese mismo año participó en Dominicans on the Hill, un evento celebrado en el Capitolio de los Estados Unidos en Washington D. C. El evento, llevado a cabo durante el mes de la herencia dominicana, fue creado por el congresista Adriano Espaillat y tiene como objetivo reconocer el compromiso cívico de la diáspora dominicana en los Estados Unidos.
Paredes es la fundadora de Inspire Latina, una organización sin ánimo de lucro que proporciona recursos educativos y de mentoría a mujeres latinas en el estado de Nueva York. Fue incluida en la lista de las «50 Mujeres Poderosas de República Dominicana» en su edición de septiembre de 2023. El medio resaltó que la empresaria «impulsa el crecimiento profesional de la comunidad femenina que participa en la industria del entretenimiento en Estados Unidos y Latinoamérica». La misma revista la mencionó en su edición «30 Promesas de Negocios» como cofundadora y directora de Latin Plug.